# Perdiz escabechada

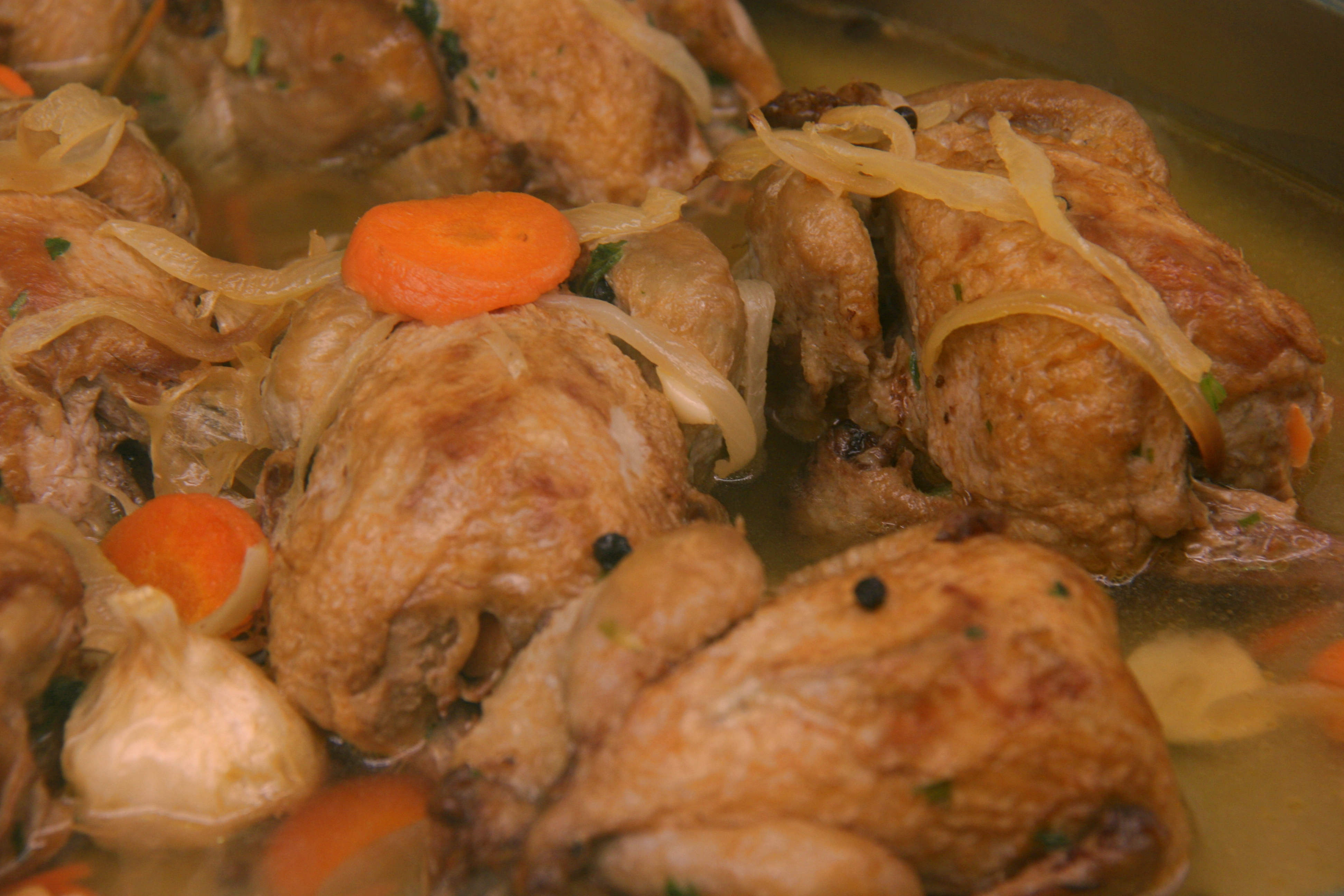
Perdices en escabeche.

La perdiz escabechada es una de las especialidades culinarias de la cocina castellana, consistente en un plato de caza que contiene como ingrediente principal la perdiz. Es un plato que se sirve caliente o frío, siendo posible comprarlo en conserva y envasado en la mayoría de los grandes establecimientos.

## Historia
El plato se conocía ya en la cocina española del siglo XVI, cuando el cocinero Domingo Hernández de Maceras describe en su libro Libro del arte de cozina la forma de elaborarlas. Esta preparación castellana ha sido muy documentada en la cocina española. Un viajante inglés llamado Lord Ross que visitó España en 1610 durante el reinado de Felipe II dijo:

Camino de Sevilla, en la provincia de Toledo, hay ventas donde se puede comer magníficas perdices rojas escabechada, suculentas codornices, alondras, patos y grullas.

Es un plato muy citado en la literatura castellana.

## Características

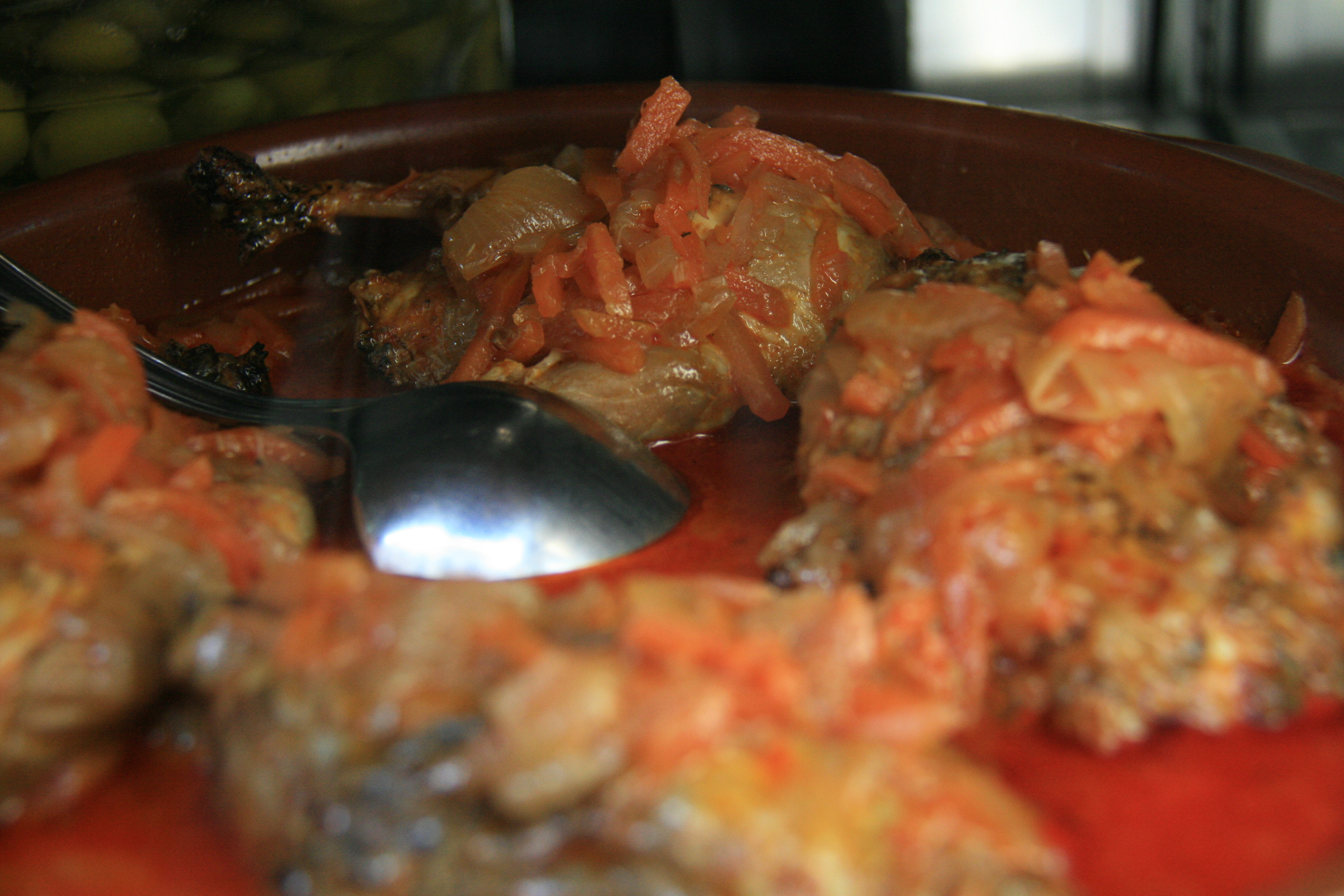
Perdices escabechadas.

Las perdices en la elaboración de este plato sufren cuatro procesos, en el primero se 'atan' para que no pierdan su forma, luego se 'doran' en aceite, se cuecen con los diferentes jugos de las verduras y vino y finalmente se escabechan. Suelen aromatizarse con algunas hierbas como el tomillo, el laurel, el perejil y algunos dientes de ajo. Tras esta preparación se sumergen en una solución con vinagre (escabeche), pudiéndose guardar así durante varios días en un lugar fresco.
Se suelen servir además con una guarnición de ensalada, lo que hace que se denomine a veces ensalada de perdiz escabechada. No se aconseja tomar vino con este plato, ya que la interacción con el vinagre rompe los aromas del mismo.